# Francisco Klinger Carvalho

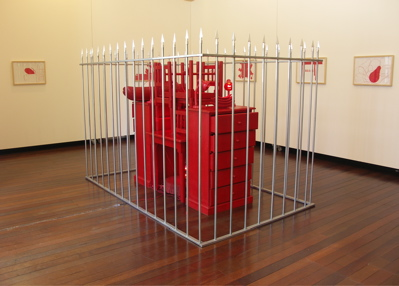
Variação em Vermelho- o Viajante percorre territórios incógnitos, Diversos Materiais, 2006‎

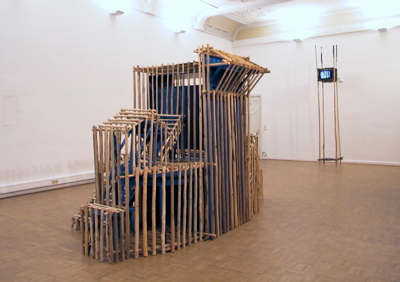
Variation in Blau- die Leidenschaft des Reisenden, Diversos Materiais, 2001

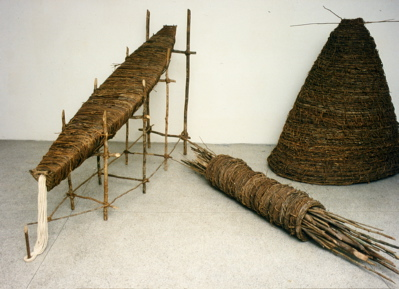
Sobre o Sol o Descanso, Madeira,1993.

Francisco Klinger Carvalho (Óbidos, 22 de fevereiro de 1966) é um escultor brasileiro. 

## Vida
Em 1986 mudou-se para Belém, capital do Estado do Pará. Em 1997 graduou-se no curso de Licenciatura Plena em Educação Artística pela Universidade Federal do Pará, mesmo ano em que obteve bolsa do DAAD (Serviço Alemão de Intercâmbio Acadêmico/Deutscher Akademischer Austauchdienst), para realizar estudos de pós-graduação na Alemanha. Na Kunstakademie Düsseldorf teve como professor o escultor britânico Tony Cragg. Em 2000 retornou ao Brasil para desenvolver o projeto “Ajuri, a estética utilitária do caboclo amazônico”, trabalho de pesquisa e produção poética que resultou no documentário “Caminhos das Artes”, realizado pela TV CULTURA. Em 2001 retornou para a Alemanha fixando residência na cidade de Wiesbaden, onde atuou intensamente associado com artistas locais. Em 2003 retornou ao Brasil fixando residência na cidade de Porto Alegre, Rio Grande do Sul. Em 2008 mudou-se para Bogotá, na Colômbia. Entre 2009 e 2011 trabalhou como professor convidado pela Universidad Nacional da Colômbia. Em 2011 regressou novamente a Europa. Na atualidade, Francisco Klinger Carvalho trabalha e vive entre as cidades de Mannheim, Alemanha, e São Paulo, Brasil.

## Obra
O trabalho de Francisco Klinger Carvalho é multimídia e se vale de diferentes tecnologias que vão desde práticas rudimentares e artesanais de culturas rurais e ribeirinhas ao uso de meios tecnológicos contemporâneos de expressão criativa. O uso de diferentes materiais e métodos para materialização de sua poética resulta em esculturas, instalações e obras públicas que dialogam com o local e o global. Entre os anos de 1988 e 2007 trabalhou com vigor o cotidiano amazônico. Suas esculturas e instalações - muitas delas feitas com materiais naturais, precários - são como reinterpretação da arquitetura, das formas navais e dos objetos que fazem parte do dia a dia amazônico. Outras variantes em seus trabalhos são a profunda consciência política, que imprime ao discurso plástico, exemplares neste aspecto os trabalhos “Hoximu”, sobre o massacre dos índios Yanomami ocorrido em 1993, na aldeia Haximu, e “El Dorado”, que se baseia  no massacre de garimpeiros ocorrido na cidade de El Dorado dos Carajás, no sul do Estado do Pará, em abril de 1996; e, os impactos da violência urbana na arquitetura das cidades, principalmente nos bairros da periferia de cidades latinoamericanas. A partir de 1998 inclui materiais tradicionais em suas obras como gesso, cera, bronze e plástico. Começa uma fase de inter-relação entre o mundo europeu e o amazônico. 
Em 2001 usa pela primeira vez a cor em suas obras, fato que dá início a série dos trabalhos voltados para a leitura do cotidiano de um viajante, que enfrenta constantes mudanças de contexto sócio-cultural e que imprime na fatura de seus trabalhos estes contrastes de materiais e estéticas tão diversas. A esta série “Diário de um Viajante” é exemplar desta fase. As obras desta série são pintadas monocromaticamente, em uma releitura do lugar onde o artista aporta e convive.

## Exposições
Em 1988 faz sua primeira individual, e desde então realiza e participa de diversas exposições em museus, galerias e fundações, ao redor do mundo, como Museu de Arte São Paulo, MASP, Museu de Arte Contemporânea de São Paulo, MAC, Kunsthalle Berlin, Museu do Estado do Pará, Kunstverein Wiesbaden,  Institut für Ausland Beziehung, IFA, Stuttgart, Deutsche Hygiene Museum, Dresden, Museo de Arte Moderno de Bogotá, Stadtgalerie Mannheim, PORT25 - Raum für Gegenwartskunst.

## Referência
- https://enciclopedia.itaucultural.org.br/pessoa269923/klinger-carvalho
- http://www.galerie-hafemann.de
- http://w.la-galeria.com.co/?section=artistas&tag=francisco-klinger-carvalho
- http://www.galerie-jaspers.de/klinger.html
- http://www.culturapara.art.br/artesplasticas/klingercarvalho/index.htm
- http://www.stadtgalerie-mannheim.de/index.php?id=fragmente1
- http://www.kunstverein-viernheim.de/index.php?id=225
- http://www.nammkhah.at/Mag3/Hasselbach.html
- http://www.mac.usp.br/mac/templates_esp/exposicoes/territorios/FranciscoKlinger1.asp
- http://www.portaldearte.cl/agenda/mixta/2003/senales.html
- http://www.kunstverein-bellevue-saal.de/aktuelle-ausstellungen/detail/article/skulpturen/?tx_ttnews%5BbackPid%5D=28&cHash=327007e5b6
- http://www.kunstaspekte.de/index.php?tid=33554&action=termin
- https://www.port25-mannheim.de/francisco-klinger-carvalho

## Ligações Externas
- Página Oficial
- Terra e Transição